# 巴伊亚联邦大学
巴伊亚联邦大学 (葡萄牙語：Universidade Federal da Bahia, UFBA)是位于巴西萨尔瓦多市的一所公立大学。它是巴伊亚州最大的一所大学。
由于它是一所公立大学，学生在此学习可以免除学费。学生必须通过每年的考试而进入这里学习。

## 历史
巴伊亚大学创建于1946年4月8日。 